# Pastores gregis
Pastores gregis, è la quindicesima esortazione apostolica di papa Giovanni Paolo II. È il frutto della decima Assemblea Generale Ordinaria del Sinodo dei Vescovi, riunitasi dal 27 settembre al 30 ottobre 2001 che ha avuto per tema "Il Vescovo ministro del Vangelo di Gesù Cristo per la speranza del mondo".

## Contenuto
Quest'esortazione può considerarsi quasi una moderna "regola pastorale" che il Papa consegna ai 4695 Vescovi della Chiesa di oggi come sintesi redatta in base alle proposte e ai suggerimenti emersi dai lavori sinodali.
Il testo è composto da 75 paragrafi, dei quali 5 sono nell'introduzione e 70 nei 7 capitoli:
Indice
- «Pastores gregis»

0. Introduzione
- 0.1. La decima Assemblea del Sinodo dei Vescovi
- 0.2. Una speranza fondata su Cristo
- 0.3. La Speranza nel fallimento delle speranze
- 0.4. Servi del Vangelo per la speranza del mondo

1.Mistero e ministero del vescovo
- 1.1. «  ... e ne scelse Dodici  » (Lc 6, 13)
- 1.2. Il fondamento trinitario del ministero episcopale
- 1.3. Carattere collegiale del ministero episcopale
- 1.4. Indole missionaria e unitarietà del ministero episcopale
- 1.5. «  ... chiamò a sé quelli che egli volle  » (Mc 3, 13)

2. La vita spirituale del vescovo
- 2.1. « Ne costituì Dodici che stessero con lui » (Mc 3, 14)
- 2.2. Vocazione alla santità nella Chiesa del nostro tempo
- 2.3. Il cammino spirituale del Vescovo
- 2.4. Maria, Madre della speranza e maestra di vita spirituale
- 2.5. Affidarsi alla Parola
- 2.6. Nutrirsi dell'Eucaristia
- 2.7. La preghiera e la Liturgia delle Ore
- 2.8. La via dei consigli evangelici e delle beatitudini
- 2.9. La virtù dell'obbedienza
- 2.10. Lo spirito e la prassi della povertà nel Vescovo
- 2.11. Con la castità al servizio di una Chiesa che riflette la purezza di Cristo
- 2.12. Animatore di una spiritualità di comunione e di missione
- 2.13.Un cammino che procede nel quotidiano
- 2.14. La formazione permanente del Vescovo
- 2.15. L'esempio dei santi Vescovi

3. Maestro della fede e araldo della parola
- 3.1. « Andate in tutto il mondo, predicate il Vangelo » (Mc 16, 15)
- 3.2. Cristo nel cuore del Vangelo e dell'uomo
- 3.3. Il Vescovo, uditore e custode della Parola
- 3.4. Il servizio autentico e autorevole della Parola
- 3.5. Il ministero episcopale per l'inculturazione del Vangelo
- 3.6. Predicare con la parola e con l'esempio

4. Ministro della grazia del supremo sacerdozio
- 4.1. « Santificati in Gesù Cristo, chiamati ad essere santi » (1 Cor 1, 2)
- 4.2. Fonte e culmine della vita della Chiesa particolare
- 4.3. L'importanza della chiesa cattedrale
- 4.4. Il Vescovo, moderatore della Liturgia come pedagogia della fede
- 4.5. La centralità del Giorno del Signore e dell'anno liturgico
- 4.6. Il Vescovo, ministro della Celebrazione eucaristica
- 4.7. Il Vescovo, responsabile dell'iniziazione cristiana
- 4.8. La responsabilità del Vescovo nella disciplina penitenziale
- 4.9. L'attenzione alla pietà popolare
- 4.10. La promozione della santità per tutti i fedeli

5. Il governo pastorale del vescovo
- 5.1. « Vi ho dato l'esempio » (Gv 13, 15)
- 5.2. L'autorità di servizio pastorale del Vescovo
- 5.3. Stile pastorale di governo e comunione diocesana
- 5.4. Le articolazioni della Chiesa particolare
- 5.5. La visita pastorale
- 5.6. Il Vescovo con il suo presbiterio
- 5.7. La formazione dei candidati al presbiterato
- 5.8. Il Vescovo e i diaconi permanenti
- 5.9. La premura del Vescovo verso le persone di vita consacrata
- 5.10. I fedeli laici nella cura pastorale del Vescovo
- 5.11. La sollecitudine del Vescovo verso la famiglia
- 5.12. I giovani, una priorità pastorale in vista del futuro
- 5.13. La pastorale vocazionale

6. Nella comunione delle chiese
- 6.1. « La preoccupazione per tutte le Chiese » (2 Cor 11, 28)
- 6.2. Il Vescovo diocesano in relazione alla suprema autorità
- 6.3. Le visite « ad limina Apostolorum »
- 6.4. Il Sinodo dei Vescovi
- 6.5. La comunione tra i Vescovi e tra le Chiese a livello locale
- 6.6. Le Chiese cattoliche orientali
- 6.7. Le Chiese patriarcali e il loro Sinodo
- 6.8. L'organizzazione metropolitana e delle Province ecclesiastiche
- 6.9. Le Conferenze episcopali
- 6.10. L'unità della Chiesa e il dialogo ecumenico
- 6.11. La missionarietà nel ministero episcopale

7. Il vescovo di fronte alle sfide attuali
- 7.1 « Abbiate fiducia; io ho vinto il mondo! » (Gv 16, 33)
- 7.2. Il Vescovo operatore di giustizia e pace
- 7.3. Il dialogo interreligioso, soprattutto a favore della pace nel mondo
- 7.4. La vita civile, sociale ed economica
- 7.5. Il rispetto dell'ambiente e la salvaguardia del creato
- 7.6. Il ministero del Vescovo riguardo alla salute
- 7.7. La cura pastorale del Vescovo verso i migranti

Conclusioni